# Centaurea kotschyi
Centaurea kotschyi là một loài thực vật có hoa trong họ Cúc. Loài này được (Boiss. & Heldr.) Hayek mô tả khoa học đầu tiên năm 1921.